# Соляний промисел Дампір
Соляний промисел Дампір — виробничий майданчик на північному заході Австралії.
Промисел, що відправив першу партію продукції у 1972 році, розташований лише за кілька кілометрів південніше від міста Дампір. Джерелом солі є морська вода, яку за допомогою насосів закачують до системи ставків, створених за допомогою дамб на мілководді між суходолом та островом Дампір (в 1960-х у межах проєкту залізорудного термінала був сполучений з материком та з 1979-го відомий як півострів Бурруп). Первісно вода рухається через ставки випаровування, де її солоність зростає до 26 %, після чого ропу спрямовують до ставків кристалізації, де відбувається осадження солі. Загальна площа ставків промислу становить близько 120 км2.
Зібрана та підготована товарна сіль транспортувалась вантажівками на відстань 16 кілометрів до відвантажувального комплексу на острові Містейкен-Айленд, а не пізніше 2006-го на завершальній ділянці транспортної системи встановили систему конвеєрів завдовжки понад 5 кілометрів. Дорога та конвеєри проходять через дві дамби загальною довжиною близько 2,5 кілометра — перша сполучає суходіл з островом East Mid Intercourse Island, а друга веде від нього до Містейкен-Айленд, який вже забезпечує доступ до винесеного в море на дві сотні метрів причалу. Станом на початок 1990-х могли завантажувати судна дедвейтом 75 тисяч тонн, наразі ж цей показник збільшили до 100 тисяч тонн.
На початку 1990-х потужність промислу становила 2,5 млн тонн на рік, а надалі доведена до 4,2 млн тонн. У 2011—2012 фінансовому році фактично було експортовано 3,76 млн тонн.
Промисел належить компанії Dampier Salt, власниками якої є австралійський гірничодобувний гігант Rio Tinto (68,4 %, одна з його дочірніх компаній і спорудила в 1960-х зазначений вище залізорудний термінал) та японські Marubeni (21,5 %) і Sojitz (10,1 %). Можливо відзначити, що Dampier Salt також володіла чи володіє розташованим так само на північному заході Австралії соляними промислами Мак-Леод та Порт-Гедленд).